# Militärflugplatz Rogatschowo

i7
i11
i13
Der Militärflugplatz Rogatschowo (englisch Rogachevo, russisch Рогачёво, ICAO-Code: ULDR) ist eine Luftwaffenbasis der russischen Streitkräfte auf der arktischen Insel Nowaja Semlja, etwa neun Kilometer nordöstlich der Ortschaft Beluschja Guba. Die Start- und Landebahn auf 295 m Seehöhe hat eine Länge von 2500 m und eine Breite von 40 m. Erbaut wurde sie zur Stationierung von Langstreckenbombern und zur Abwehr amerikanischer Lockheed SR-71-Aufklärungsflugzeuge. Zunächst war in Rogatschowo das 641. Gardejagdfliegerregiment mit Jakowlew Jak-28-Maschinen, seit 1985 mit Suchoi Su-27-Jägern stationiert. Ab 1990 waren auf dem Flugfeld auch Mikojan-Gurewitsch MiG-31-Abfangjäger vorhanden. Zu Transportzwecken wurde die Tupolew Tu-154 eingesetzt, etwa, als im Oktober 1995 Aufräum- und Messtechnik-Arbeiten auf dem von 1954 bis 1989 betriebenen, etwa 300 Kilometer weiter nördlich gelegenen Atomtestgelände anstanden.
In Russland war der Flughafen Rogatschowo allgemein unter der Tarnbezeichnung „Amderma-2“ bekannt (Amderma liegt an der Nordküste des russischen Festlands). Am 14. Dezember 2010 schoss eine Antonow An-24 der Fluggesellschaft Nordavia mit 32 Passagieren und vier Besatzungsmitgliedern etwa acht Meter über die Landebahn hinaus, dabei kam jedoch niemand zu Schaden.
2016 informierten die russischen Streitkräfte über umfangreiche Infrastruktur-Maßnahmen in Rogatschowo. Mit den Bauarbeiten war der staatseigene Konzern SpetsStroy beauftragt. Bis Ende 2017 sollten nach Angaben des stellvertretenden russischen Verteidigungsministers Dmitri Witaljewitsch Bulgakow Unterkünfte für rund 100 Personen, ein Sozialgebäude, sowie Enteisungsanlagen, Garagen und andere Gebäude saniert oder neu errichtet werden.